# ZlonGame
ZlonGame（ずーろんげーむ、中国語: 紫龙游戏）は中国北京市に本拠を置くゲームアプリ開発のグループ企業およびそのゲームブランド。本社は北京紫御科技有限公司。CEOは王一。
2014年、捜狐傘下の暢遊(中国語: 畅游天下网络技术有限公司)のゲーム事業群総裁だった王一(当時34歳)が辞職して、紫龍(中国語: 天津紫龙奇点互动娱乐有限公司、英語:Zilong Interactive Entertainment)を設立した。王一は唐人影視(中国語: 天津唐人影视股份有限公司、en:Tangren Media)の董事長でもあり、紫龍という名称は唐人影視のロゴである紫色の龍に由来する。ZlonGameのロゴになっているデフォルメされた紫色の龍のキャラクターの名前は「ズーゴくん」。
現地法人として香港に香港商遊戲種子娛樂有限公司(英語:GameBeans Entertainment)、台湾にGameBeansの分公司、日本に紫龍株式会社がある。

## ゲーム
- 青丘狐传说（英語:Legend of Nine Tails Fox）（2016年）- 唐人影視のドラマのメディアミックス。
- カオスブレイカー（2021年）- ローカライズ版。
- 御剑情缘（英語:Love&Sword）（2016年）
- 封神 召唤师（2017年）
- 全民英杰传（台湾版:将星之演武）（2017年）
- 封神2 捉妖师（2018年）
- 风之大陆（東南アジア版:Laplace M）（2018年）
- メガミヒストリア（中国語: 启源女神、台湾版:異世界女神物語、英語版:Goddess of Genesis）（2019年）
- 龙之国物语（KARIZ）（2022年）- 中国大陸版、繁體版、日本版、韓国版、東南アジア版

紫龍遊戯旗下「Black Jack Studio」開発
- ラングリッサー モバイル（中国語: 梦幻模拟战）（2018年）- 原作はメサイヤのシミュレーションRPG「ラングリッサーシリーズ」
- 第二银河（英語:Second Galaxy）（2019年）[3]
- 天地劫:幽城再临（英語:Kalpa of Universe）（2021年）- 原作は台湾の漢堂のPCゲーム「天地劫シリーズ」[4]
- ARCHELAND（2023年）- 韓国版、日本版
- 鋼嵐 - メタルストーム（2024年）- 日本版、韓国版（当初は日本のスクウェア・エニックスのシミュレーションRPG「フロントミッション」シリーズ新作「FRONT MISSION: BORDERSCAPE」として開発されていたが、2022年末にオリジナル作品として再発表）

運営・配信
- 幻想神域R（開発:X-Legend Entertainment）- 中国大陸版
- CLOSERS mobile（開発:NADDIC Games）- 台湾版（封印者M）
- CLOSERS Seal War mobile（開発:NADDIC Games）- 中国大陸版（中国語: 封印战记）
- 三生三世十里桃花（開発:テンセントゲームズ）- 東南アジア版、台湾版
- ラジエル（開発:IndraSoft）- 韓国版
- パーフェクトワールド モバイル（開発:北京完美時空網絡技術有限公司）- 日本版（※王一は元・北京完美のオンラインゲーム事業部総経理）
- COUNTER SIDE（開発:ネクソン）- 東南アジア版、台湾版（未来戦）、中国大陸版（異界事務所）
- AZUREA-空の唄-（中国版:天谕-Revelation-）（英語版:Revelation Online）（開発:網易）- 日本版
- イース6 オンライン〜ナピシュテムの匣〜（英語版: Ys Online: The Ark of Napishtim）（開発:上海懒得拇网络科技有限公司）（原作は日本ファルコムのアクションRPG「イースVI」）